# Microregione di Baturité
Baturité è una microregione dello Stato del Ceará in Brasile, appartenente alla mesoregione di Norte Cearense.

## Comuni
Comprende 11 municipi:
- Acarape
- Aracoiaba
- Aratuba
- Baturité
- Capistrano
- Guaramiranga
- Itapiúna
- Mulungu
- Pacoti
- Palmácia
- Redenção